# The Great Train Robbery (film, 1941)
Pour les articles homonymes, voir The Great Train Robbery.
Pour plus de détails, voir Fiche technique et Distribution.
The Great Train Robbery est un film américain de série-B réalisé par Joseph Kane et sorti en 1941. Il a fait l'objet d'un remake en 1949 sous le titre The Last Bandit ainsi qu'en 1952 sous le titre South Pacific Trail.

## Fiche technique
- Réalisation :  Joseph Kane
- Scénario : Olive Cooper, Robert Shannon, Garnett Weston
- Producteur : 	Joseph Kane
- Photographie : 	Reggie Lanning
- Musique : Ross DiMaggio
- Production : Republic Pictures
- Durée : 62 minutes
- Date de sortie : 28 février 1941

## Distribution
- Bob Steele : Tom Logan[1]
- Claire Carleton : Kay Stevens[2]
- Milburn Stone : Duke Logan
- Helen MacKellar : Mrs. Logan
- Si Jenks : Whiskers
- Monte Blue : The Super
- Hal Taliaferro : Pierce
- Jay Novello : Santos
- Dick Wessel : Gorman
- Lew Kelly : Dad Halliday
- Guy Usher : Barnsdale
- Yakima Canutt : Klefner
- George Guhl : Jones